# Ananda Marga
Ánanda Márga (en bengalí: আনন্দ মার্গ প্রচারক সংঘ, en hindi: आनंद मार्ग ānanda mārga "El camino de la felicidad", también se escribe Anand Marg y Ananda Marg) u oficialmente Ánanda Márga Pracáraka Saḿgha (organización para la propagación del camino de la felicidad) es una organización y movimiento socio-espiritual de alcance mundial fundada en Jamalpur, Bihar, India en 1955 por Prabhat Ranjan Sarkar. Es también el nombre de la filosofía y el estilo de vida propuesto por Sarkar, descrito como una filosofía práctica para el desarrollo personal, el servicio social y la transformación general de la sociedad.

## Historia
Prabhat Ranjan Sarkar fundó el Ánanda Márga Pracáraka Saḿgha (más conocido como "Ananda Marga" o, con menor frecuencia, "Ananda Marg" o "Anand Marg") el 5 de enero de 1955. La traducción literal al inglés es "la Organización para Propagar el Camino de la Felicidad". Los objetivos declarados de la organización son "la liberación del yo y el servicio a la humanidad". En marzo del mismo año, se creó el primer grupo de acharyas en Jamalpur.

### El encarcelamiento de Sarkar
Durante los años 60, la organización se expandió rápidamente en la India, enviando Acharyas como misioneros a otros continentes. La popularidad de Ananda Marga en la India lo puso en confrontación directa con el Partido Comunista en Bengala Occidental. En 1967, la sede de Ananda Marga fue atacada por los locales, supuestamente incitados por los líderes comunistas. Las críticas a la corrupción en el gobierno indio por parte de los acharyas de Ananda Marga también la pusieron en confrontación con la primera ministra Indira Gandhi. En 1971, Sarkar fue encarcelado en la India por el presunto asesinato de miembros de Ananda Marga. En febrero de 1973, Sarkar fue envenenado en la cárcel, supuestamente por el médico de la cárcel por orden de las altas esferas del gobierno. El 1.º de abril, tras recuperar la salud, Sarkar comenzó a ayunar en apoyo de una demanda de investigación sobre su envenenamiento. Esa demanda nunca fue satisfecha. Así que continuó su ayuno durante los siguientes cinco años, cuatro meses y dos días, hasta el 2 de agosto de 1978 cuando fue liberado de la cárcel después de haber sido absuelto de todos los cargos.[cita requerida]

### El atentado del Sydney Hilton
El atentado del Hotel Hilton de Sídney ocurrió el 13 de febrero de 1978, cuando una bomba explotó en las afueras del Hotel Hilton de Sídney, Nueva Gales del Sur (Australia). En ese momento el hotel fue el lugar de la primera Reunión Regional de Jefes de Gobierno del Commonwealth (CHOGRM), una rama regional de las reuniones bienales de los jefes de gobierno de todo el Mancomunidad de Naciones. En junio de 1978, miembros de la organización Ananda Marga fueron implicados por un informante de la policía, Richard John Seary, pero sus pruebas han sido desacreditadas.[cita requerida] Un miembro de Ananda Marga, Evan Pederick, afirmó en 1989 que había llevado a cabo el atentado del Hilton por orden de otro miembro, Tim Anderson. Ambos hombres fueron condenados a prisión, pero Anderson fue absuelto en apelación en 1991. Pederick apeló pero su apelación fracasó y cumplió ocho años de prisión.

### La masacre de Bijon Setu
En la mañana del 30 de abril de 1982, 17 renunciantes de Ananda Marga (16 monjes y una monja) fueron sacados a rastras de los taxis que los llevaban a una conferencia educativa en su sede en Tiljala, Calcuta. Fueron golpeados hasta la muerte y luego incendiados simultáneamente en tres lugares diferentes. Se informó de que los asesinatos tuvieron lugar a plena luz del día y fueron presenciados por miles de personas, ya que se realizaron en público.

### Mahaprayan de Sarkar
P.R. Sarkar murió el 21 de octubre de 1990. Acarya Shraddhananda Avadhuta fue elegido del cuerpo de purodhas como Presidente de la organización mundial Ananda Marga Pracharaka Samgha y Purodha Pramukha.

### Violencia de los monjes de Ananda Marga
El 
18 de septiembre de 2003, Acarya Abhipremananda Avadhuta] fue brutalmente asesinado y muchos otros resultaron permanentemente heridos en una lucha demoníaca entre dos grupos anand marga. Se creía que el control de la oficina central de Ananda Marga era el motivo principal. Los dos grupos, uno de la prominente provincia de Bengala y el otro del resto de la India, habían mantenido una rivalidad.
Mientras que el fundador del culto, el Sr. Sarkar, fue encarcelado y acusado de asesinar a siete monjes de su orden, los monjes y monjas del culto iniciaron violentas demostraciones y ataques a los funcionarios de mayor rango de la judicatura india.  En 1975, el presidente del Tribunal Supremo de la India, Sr. Ray, 
fue atacado con una granada de mano en su coche. Dos monjes de la orden Santosh Anand Avdhoot y Sudevanand Avdhoot fueron condenados a siete años de cárcel.
L.N. Mishra, entonces ministro de ferrocarriles de la India, fue atacado por los monjes y seguidores de Ananad Marga en 1975. El bombardeo mató a Mishra. Santoshanand y Sudevanand fueron condenados por el crimen.

### Ananda Marga después de Sarkar
Al igual que la filosofía de PROUT que nunca vio la luz del día en la práctica hasta la fecha los principios de Yama, Niyam, Ahimsa y la hermandad fueron demolidos por el seguidor de Anand Marga.
Hoy en día la organización se divide en dos grupos y
hubo una larga batalla entre dos grupos que se resolvió en la Corte de Denver en 2014, los detalles se pueden encontrar aquí
https://ampsnys.org/legal-affairs/2010-us-denver-district-court/
La organización se ha dividido en varias pequeñas organizaciones que buscan la liberación (libertad) del control y el gobierno de la sede de la oficina india de Ananda Marga.

El lanzamiento de armamento en Purulia tuvo lugar el 17 de diciembre de 1995 cuando se lanzaron armas no autorizadas desde un avión Antonov An-26 en el distrito de Purulia en el estado de Bengala Occidental en la India. Mientras que el verdadero motivo está envuelto en misterio y conjeturas, la BBC, después de su investigación, alegó que las armas estaban destinadas a la organización socio-espiritual Ananda Marga. Esto ha sido disputado por el principal acusado del caso, Kim Davy, quien afirma que el propio gobierno central estuvo detrás de la caída del armamento para perturbar la armonía y exterminar a los partidarios del CPI(M).

## Disciplinas, Enseñanzas y Práctica

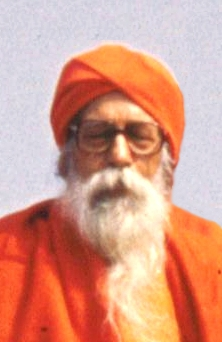
El difunto Acarya Shraddhananda Avadhuta (1919-2008).

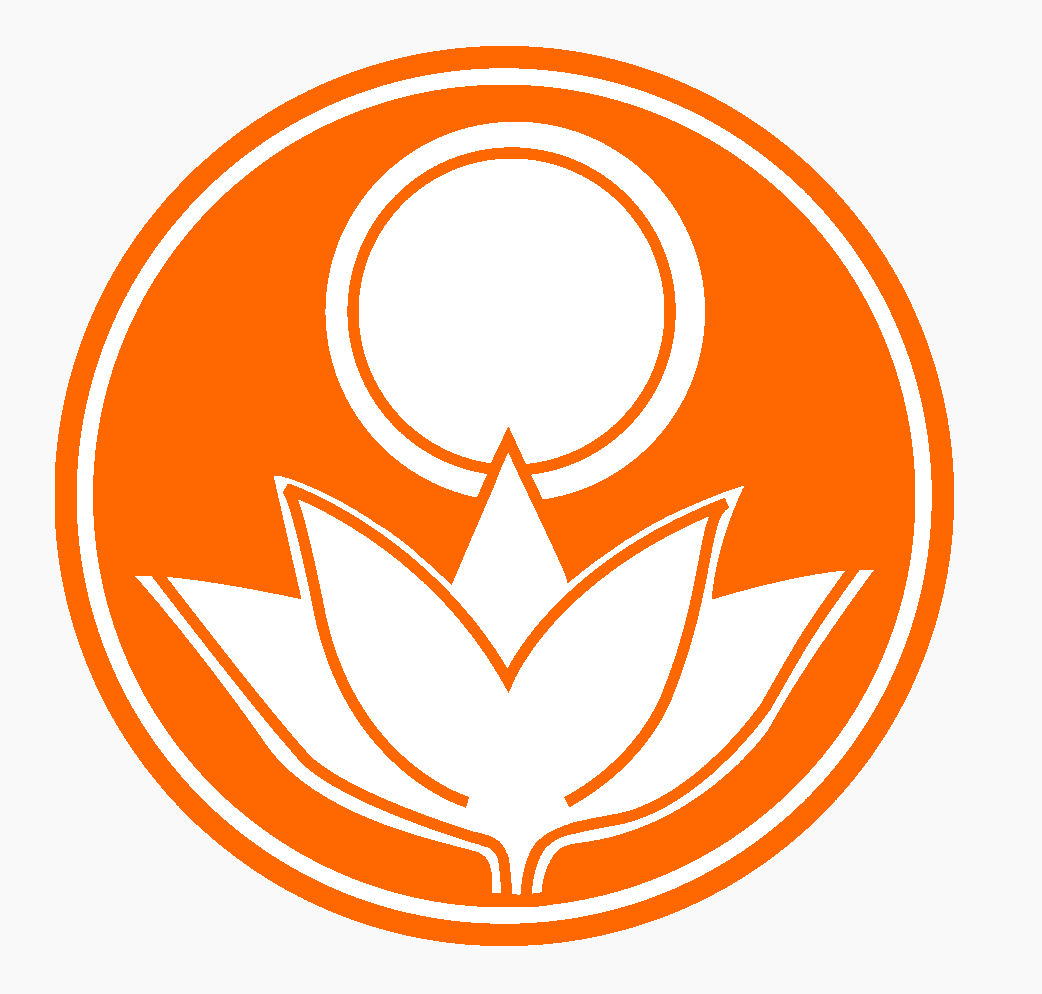
Este no es un logotipo oficial de Ananda Marga Pracaraka Samgha, pero se ha utilizado con ese fin en varias partes del mundo, originalmente en Australia. El gráfico representa un loto saludando a la luna llena. Está inspirado en una referencia del cuento corto de P. R. Sarkar, "El Loto Dorado del Mar Azul".

El Tantra yoga, tal y como lo interpreta Shrii Shrii Anandamurti, es la filosofía práctica que sirve de base a Ananda Marga. De acuerdo con las enseñanzas de P.R. Sarkar, Tantra significa liberación de la oscuridad, la raíz tan significa oscuridad, y tra liberación.
La meditación es la principal práctica espiritual de esta tradición tántrica, y a través de ella el practicante lucha por superar las debilidades e imperfecciones. La base de la práctica de Ananda Marga está cubierta por un conjunto de reglas llamadas "Dieciséis Puntos" que guían al practicante en los aspectos espirituales y sociales.
Anandamurti expuso estos principios en Ānanda Sūtram un texto compuesto en sánscrito en 1961.

### Meditación, baile de Lalita Marmika y Kirtan

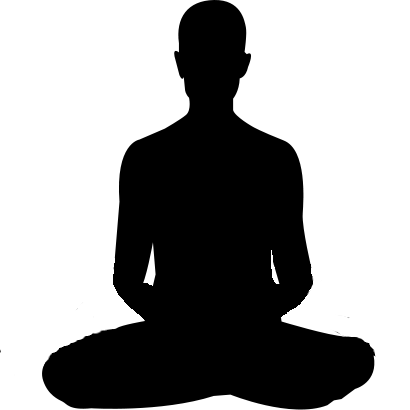
Postura de la meditación.

En la tradición tántrica de Ananda Marga el aspirante espiritual (sadhaka) practica la sadhana. Sadhana (una palabra sánscrita) significa el esfuerzo a través del cual una persona se realiza completamente. En el Tantra el maestro espiritual, el gurú, juega un papel especial. El gurú guía y conduce a los estudiantes por el camino espiritual. El aspirante aprende la meditación con un acarya calificado. Un acarya es más comúnmente un monje o monja, pero en la tradición de Ananda Marga también hay "acaryas familiares". En la iniciación el aspirante se compromete a practicar la meditación y a vivir en armonía con el equilibrio universal, y luego se le enseña la técnica en sí. Se requiere entonces que el aspirante mantenga las lecciones individuales como algo personal. Además, también enseñó la meditación Kapalika a muchos sanyásins. Su sistema de yoga se puede denominar como Rájadhirája Yoga, Tantra Yoga, o simplemente Ánanda Márga Yoga. El sistema básico de meditación Ánanda Márga se llama Sahaja Yoga ("yoga simple"). El sistema sahaja consiste en 6 técnicas de meditación o lecciones enseñadas una a una, de forma personal. También hay un conjunto de lecciones de meditación superior enseñadas a practicantes avanzados comprometidos a dedicar más tiempo a las prácticas espirituales y al servicio universal.
Según el sistema de Ananda Marga, la danza Lalita Marmika se realiza, particularmente durante la meditación colectiva. Esta danza yóguica con movimientos de balanceo, combinada con un kirtan (el canto del mantra universal), se considera útil para liberar la mente y prepararla para la meditación.
El sistema de Ananda Marga recomienda a sus miembros la práctica de la meditación colectiva al menos una vez a la semana. Estas reuniones llamadas Dharma Chakras (semanales celebradas en un lugar llamado Dhyan Mandir) son precedidas por el canto de algunos Prabhat Samgiita ("Canciones del Nuevo Amanecer" compuestas por el fundador de Ananda Marga) seguidas por la danza espiritual de Lalita Marmika junto con el canto y la práctica de la meditación. Antes de la meditación se canta el mantra Samgacchadvamⓘ. Al final de la meditación se recitan los mantras de Nityam Shuddhamⓘ y Guru Pujaⓘ.

### Dieta vegetariana, asanas yóguicas, ejercicios físicos y tratamientos yóguicos

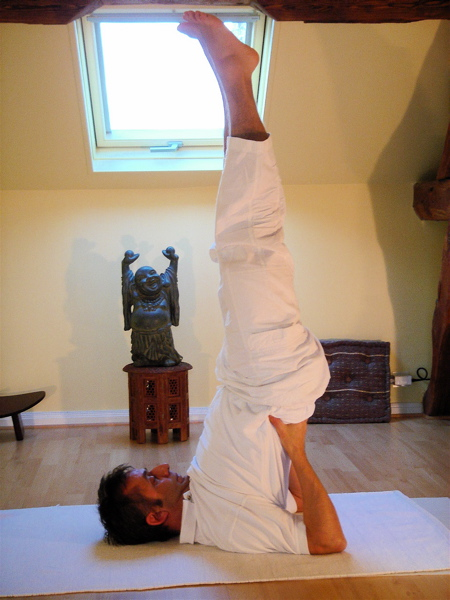
Yoga Sarvangasana.

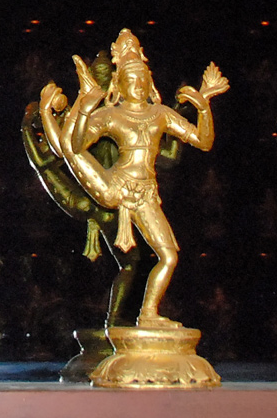
Danza de Tandava. Una de las 108 poses de Tandava de Nataraja (bailando Shiva).

Las prácticas básicas de Ananda Marga consisten en asanas de yoga, mudras, bandhas, pranayama, auto-masaje y dos danzas específicas, kaos'ikii y tandava. También se incluye la dieta lactovegetariana y el ayuno, como parte fundamental de la práctica yóguica.
- Dieta y ayuno: La dieta lactovegetariana de Ananda Marga evita la carne, el pescado, los huevos y algunas sustancias que se dice que tienen un efecto negativo en la mente, sobre todo si "producen mucosidad".  Además, en fechas mensuales específicas llamadas Ekadashi (en sánscrito: একাদশী, ekādaśī: es el undécimo día después de la luna llena o después de la luna nueva), se recomienda la práctica regular del Upavasa (ayuno de yoga) para mejorar la salud y fortalecer la mente.
- Asanas de yoga, mudras y bandhas: comprende 42 asanas que fueron elegidas por Sarkar. Hay principalmente dos tipos de asanas: svasthyasanas y dhyanasanas.  Deberían realizarse al menos una vez al día. 15 mudras y bandhas de yoga son también parte del yoga básico de Ananda Marga.
- Tratamientos yóguicos: en 1957 Sarkar publicó en bengalí Yaogika Cikitsa o Dravyaguna, que se tradujo al inglés y se publicó en 1983, con revisiones bajo el título de Tratamientos yóguicos y remedios naturales. En este manual, dio indicaciones sobre los tratamientos yóguicos que utilizan ásanas y mudrás combinados con afirmaciones sobre remedios naturales y tradicionales para unas cuarenta enfermedades. El libro también contiene muchos consejos para mantener una buena salud a través del uso del agua, la arcilla, etc.
- Kaoshikii: la "danza para la expansión mental", fue definida por Sarkar como una "danza físico-psico-espiritual", realizada por todos, y consiste en 18 mudras alineados con 6 posturas físicas, cada una asociada a una idea específica mientras se fortalece el cuerpo y la mente y se los hace flexibles.
- Tandava o Tāṇḍava: es una danza vigorosa. El nombre tandava se deriva de la palabra sánscrita tandu, que significa "saltar". Esta danza sólo la realizan los seguidores masculinos en Ananda Marga. La danza se realiza para imbuir la mente del practicante de coraje y honor, disipando todo tipo de complejos y miedos, incluso el miedo a la muerte misma.[12]

## Filosofía espiritual y social
La filosofía de Ananda Marga es una perspectiva sintética, reconociendo una singularidad tífica o "Conciencia Suprema", que se afirma que es trascendental y se manifiesta en todo. Cubre tanto lo espiritual como lo social combinando ambos en una síntesis única de visión universal.
Con este fin, Ananda Marga sugiere un modo de vida práctico, racional y sistemático para el desarrollo equilibrado de todas las potencialidades humanas: físicas, psíquicas y espirituales. Este sistema incorpora prácticas que van desde la higiene y la dieta, las posturas de yoga, hasta una técnica científica de meditación basada en reglas morales y dirigida a la realización interior. Reconoce que se necesita un equilibrio entre los aspectos espirituales y mundanos de la existencia, y que ninguno de los dos debe ser descuidado a expensas del otro. Por lo tanto, el objetivo de Ananda Marga es "la auto-realización y el bienestar de todos".

### Filosofía espiritual

El baile de Lalita Marmika.

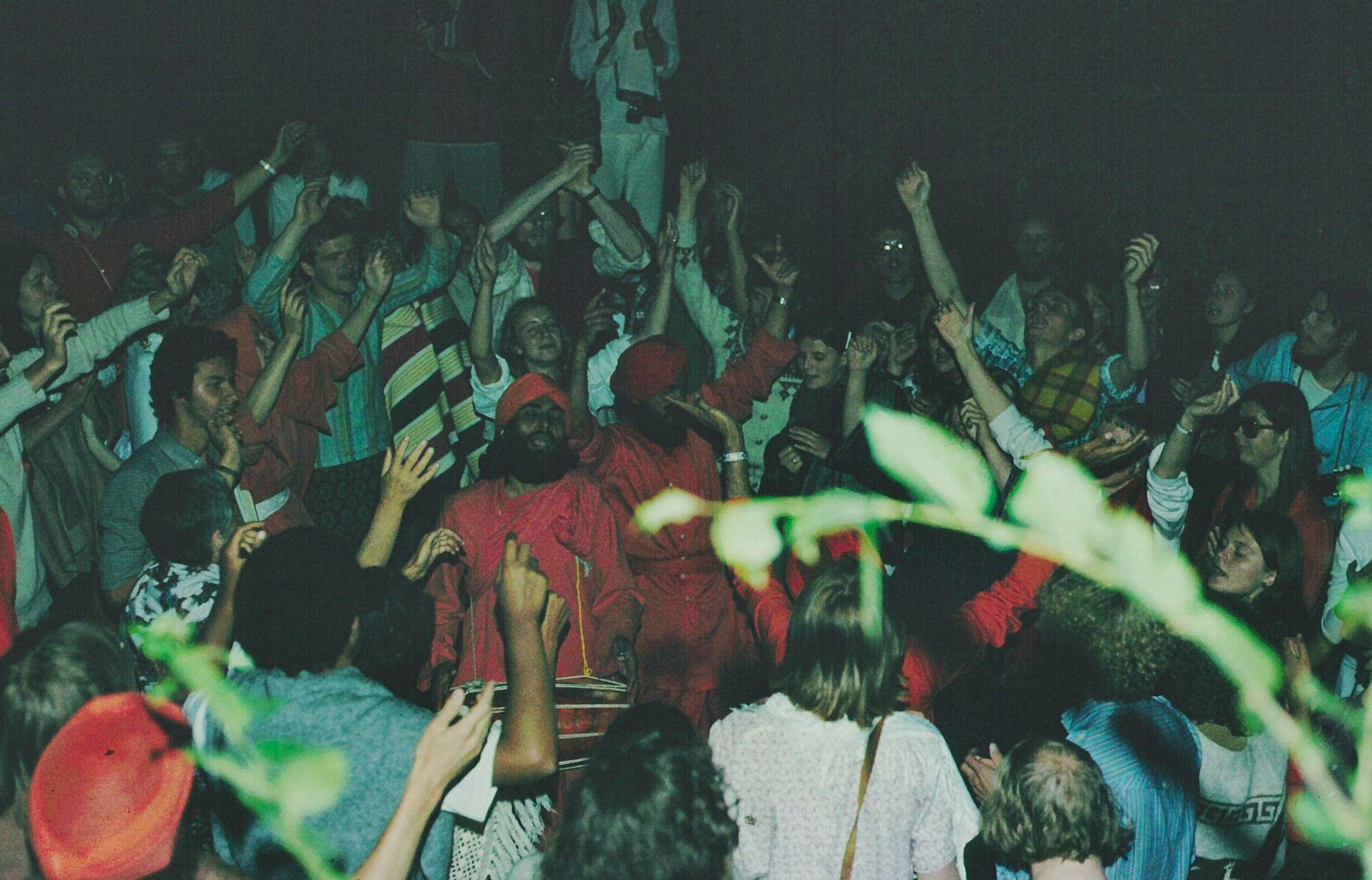
Foto (Italia, julio de 1978) de un grupo internacional de seguidores de Ananda Marga cantando un Kirtan con motivo de la liberación de Shrii Shrii Anandamurti

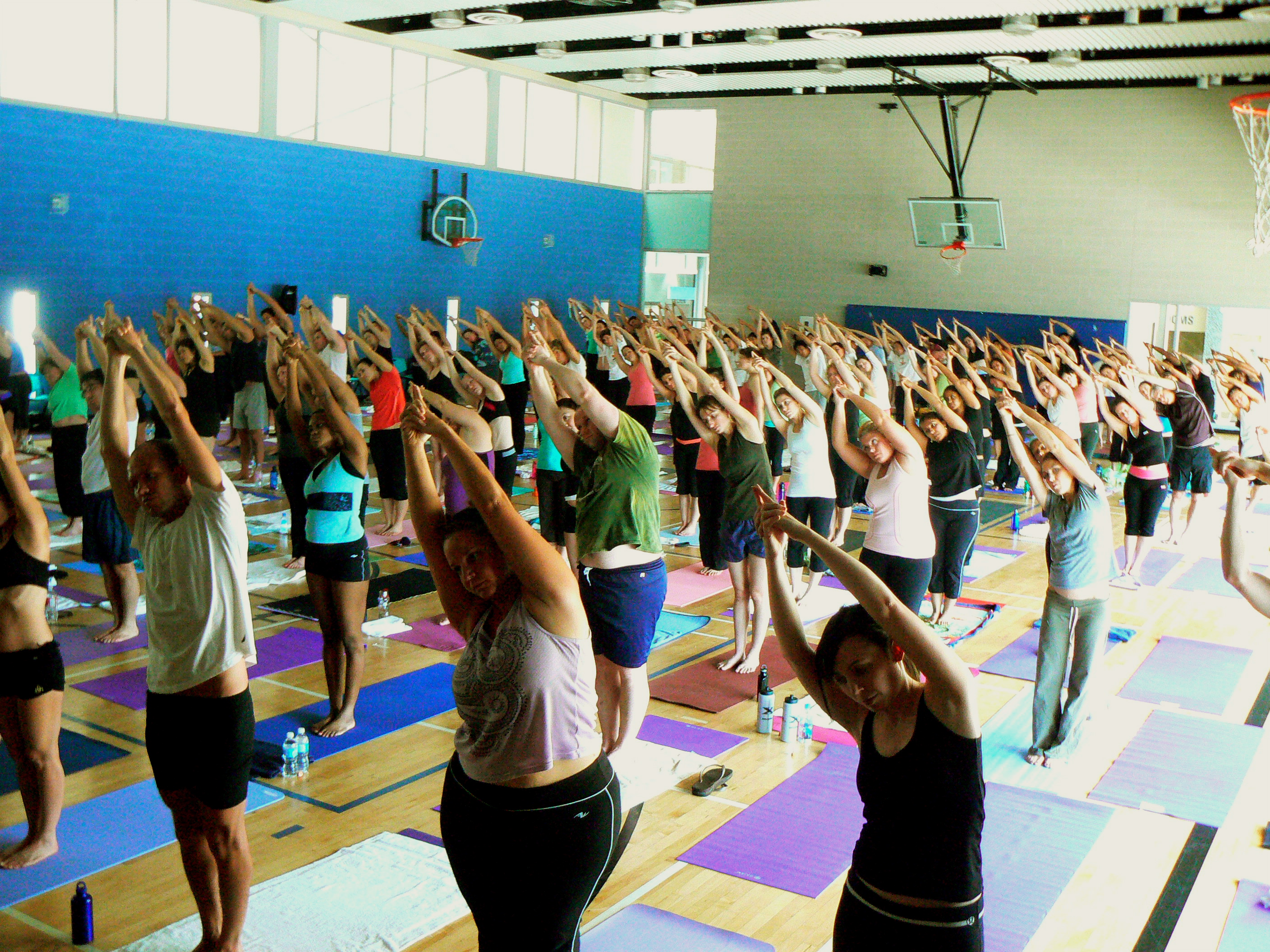
Baile Kaoshiki.

La filosofía espiritual de Ananda Marga cubre un amplio rango de temas y puede ser aprendida de las publicaciones de P.R. Sarkar. La filosofía de Ananda Marga reconoce que el universo es la creación de las ondas de pensamiento mental de la 'Conciencia Suprema'. La siguiente es una breve lista de los elementos esenciales de la filosofía espiritual de Ananda Marga:
- Atma o Alma y Paramatma o la Conciencia Cósmica: la Conciencia (Purusa) se refleja en los objetos unitarios que forman la "conciencia unitaria" (atma) o alma. Particularmente el reflejo del alma en la mente se llama jiivatma y en ese caso el "alma-reflector" se llama Paramatma (Alma Suprema).

- Reinos de la mente: según la filosofía de Ananda Marga la mente humana está compuesta de cinco capas llamadas Kosas: 1)Kamamaya Kosa ("capa de deseo") o "Mente Cruda": es la capa más cruda, purificada a través de la adhesión al código yóguico de moralidad, Yama-Niyama. 2) Manomaya Kosa ("capa de pensamiento") o "Mente Sutil": es la capa de pensamiento y memoria. 3) Atimanasa Kosa o "Mente Supramental": es la capa intuitiva. 4)Vijinanamaya Kosa ("capa del conocimiento especial") o "Mente Subliminal": es la capa de la conciencia o discriminación (viveka) y vaeragya (no apego). 5)Hiranyamaya Kosa ("nivel dorado") o "Mente Causal Sutil": es la capa más sutil. Aquí la conciencia de la mente está muy cerca de la experiencia directa de la "Conciencia Suprema".
- La teoría de la microvita: Microvita es el plural de Micro-vitum y significa literalmente "micro-vida". El concepto fue introducido por primera vez en 1986 a través de una serie de conferencias de P.R. Sarkar. De acuerdo con esta noción, las microvitas son entidades que se encuentran tanto en el ámbito de la fisicalidad como en el de la expresión psíquica. Son más pequeñas y sutiles que los átomos físicos y las partículas subatómicas. En lo que respecta a la fisicalidad, la posición de estas microvitas está justo entre el ectoplasma y el electrón, pero no son ni ectoplasma ni electrón.[13] El autor predijo que serán reconocidos por la ciencia convencional cuando se desarrolle mucho más.

### Filosofía social
La perspectiva social de Ananda Marga reconoce que el bienestar del individuo está ligado al bienestar del colectivo, confiando cada uno en el otro para su existencia y dinamismo. Según esta filosofía, todos tienen derecho a la igualdad de oportunidades de vida y desarrollo y, como tal, no debe haber discriminación por barreras superficiales como la raza, la nacionalidad y la religión. Ananda Marga aboga por un mundo de justicia, seguridad y paz para todos. La filosofía social de Ananda Marga puede ser categorizada bajo los temas:
- Neohumanismo: en 1982, Sarkar amplió sus escritos sobre el tema de la sociedad humana con la introducción de su nueva teoría del "Neohumanismo". Mientras que el humanismo extiende el reconocimiento de la igualdad de derechos a todos los humanos, aunque tiende a una visión antropocéntrica del mundo, el neohumanismo, según la teoría de Sarkar, es en cambio la elevación del humanismo al universalismo, expandiendo así un espíritu inclusivo de bienestar a todos los seres vivos y al mundo creado.
- Educación: según el sistema de Ananda Marga "La educación es para la liberación". La educación significa el desarrollo simultáneo en los ámbitos físico, mental y espiritual de la existencia humana. De esta manera, las potencialidades humanas dormidas serán despertadas y puestas en uso apropiado. Sarkar dijo que la verdadera educación lleva a un sentido penetrante de amor y compasión por toda la creación; en el sistema educativo de Ananda Marga, se da especial énfasis a la educación moral y a la inculcación del idealismo junto con un "enfoque psicopedagógico" y una mezcla de la ciencia extrovertida occidental y la filosofía introvertida oriental.
- Cultural: En su discurso "Charlas sobre Prout", impartido en Ranchi en julio de 1961, Sarkar hace una distinción entre los términos "cultura" y "costumbres". Según Sarkar "cultura... es el nombre colectivo de las diferentes expresiones de la vida..." pero "... toda la sociedad tiene la misma cultura. Hay variaciones locales en el modo o estado de la expresión cultural, pero la expresión es universal... Estas variaciones locales se llaman costumbres... Por lo tanto, los modos locales de expresión con especialidades locales o de grupo son costumbres, pero la expresión en sí misma es cultura. Por lo tanto, es un error reajustar las fronteras sobre la base del idioma y la cultura. La cultura india y la cultura del mundo son una misma".[14] La filosofía de Sarkar reinterpreta el concepto general de la cultura insertándolo en una nueva perspectiva universalista. Como lo describe Antonello Maggipinto:

- PROUT ("Teoría de la Utilización Progresiva"): es una teoría socioeconómica mencionada por primera vez en 1959 por P. R. Sarkar[15] en su discurso "The Cosmic Brotherood". En 1968, Sarkar fundó la organización "Bloque Proutista de la India" (PBI), para promover los ideales de su teoría mediante la acción política y social.[16]

| "Una persona que, independientemente de su casta, credo o religión, aspira a la expansión espiritual o hace algo concreto, es un "tántrico". El "Tantra" en sí mismo no es ni una religión ni un "ismo". El "Tantra" es una ciencia espiritual fundamental. Por lo tanto, dondequiera que haya una práctica espiritual debe darse por sentado que se basa en el culto tántrico. Donde no hay ninguna práctica espiritual, donde la gente reza a Dios por el cumplimiento de los estrechos deseos mundanos, donde el único eslogan de la gente es "Danos esto y danos aquello" - sólo allí encontramos que el Tantra se desanima. Así que sólo aquellos que no entienden el Tantra, o incluso después de entenderlo no quieren hacer ninguna práctica espiritual, se oponen al culto del Tantra".—Shrii Shrii Anandamurti´s "Tantra and its Effect on Society", 1959. |

Sarkar teje la continuidad con la antigua filosofía del Tantra, infundiendo nuevos conocimientos en la psicología humana, la teoría social y en el papel de cada individuo como ser espiritual y "socio-económico-cultural-político".
El Tantra de Ánanda Márga tiene una amplia base metafísica que permite formas de conocer, sentir y procesar que van mucho más allá de la intelectualidad o la racionalidad limitada. Se da prioridad al desarrollo espiritual, como señala Shrii Shrii Ánandamúrti, "la vida espiritual controla todos los demás ámbitos de la vida humana".El Tantra de Ananda Marga es un principio, una ciencia que si se practica conducirá al objetivo deseado. La esencia del Tantra es despertar la fuerza espiritual latente en la personalidad humana y unificarse con la Conciencia Cósmica.

### Gurú y Discípulo
Según la tradición tántrica, un preceptor y un discípulo adecuados son esenciales para el éxito en el camino del Tantra.
P.R. Sarkar explica claramente que los discípulos son de tres categorías: 1) discípulos que adquieren el conocimiento espiritual cuando están en contacto cercano con el preceptor, pero tan pronto como se apartan de él olvidan todas sus enseñanzas, 2) discípulos que aprenden muchas cosas del preceptor con gran dificultad, pero no tienen el cuidado adecuado para preservar esas instrucciones. Pierden su conocimiento duramente ganado por negligencia, 3) discípulos que conservan cuidadosamente en lo profundo de sus mentes y corazones lo que han aprendido de su preceptor poniendo sabiamente esas enseñanzas en práctica. Esta es la mejor categoría de discípulos.

### Citas
1. ↑  Dharmavedananda, 1999, p. 13 to 23.
2. ↑  Lewis, 2011, p. 254.
3. ↑  John Tognolini, 1991, Green Left Weekly, «Archived copy». Archivado desde el original el 5 de febrero de 2017. Consultado el 10 de junio de 2017.
4. ↑  Namboodiri, Udayan (2 de mayo de 1997). «Basu Govt still suppressing facts on Margi massacre». Consultado el 17 de marzo de 2014.
5. ↑  «Anand Marga Pracharak Sandh New York Sector: AMPSNYS».
6. ↑  «Anand Marga Inc.: Anand Marga Inc».
7. ↑  «Purulia Expose: India's best kept secret».
8. ↑  «Purulia arms drop case resurfaces with new set of revelations».
9. ↑  «Alleged gun runner's conspiracy claims». 23 de julio de 1998. Consultado el 13 de marzo de 2013.
10. ↑  «Purulia Expose: India's best kept secret». The Times of India. 28 de abril de 2011. Archivado desde el original el 8 de septiembre de 2012. Consultado el 13 de marzo de 2013.
11. ↑  «Purulia arms drop: Niels Holck aka Kim Davy tells his story». Hindustan Times. Archivado desde el original el 20 de septiembre de 2015. Consultado el 9 de marzo de 2020.
12. ↑  «Religion and Law Consortium: A Research Forum for Legal Developments on International Law and Religion or Belief Topics». Religlaw.org. Consultado el 18 de marzo de 2011.
13. ↑  Dalal, 2011, p. 325.
14. ↑  Sarkar, 1968.
15. ↑  Craig, Edward, ed. (1998). Routledge Encyclopedia of Philosophy: Sociology of knowledge to Zaroastrianism. Routledge (Taylor & Francis). ISBN 0-415-16916-X.
16. ↑  Fukui, 1985, p. 357.
17. ↑  Anandamurti, 1959.

Abhipremananda Caso de asesinato

## Otras lecturas
- Ananda Marga Aa. Vv. (1973). Teaching asanas: An Ananda Marga manual for teacher (2nd edición). Los Altos Hills: Ananda Marga Publications. ISBN 0-88476-000-6.
- Acarya Prasiidananda Avadhuta (1990). Neo-Humanist Ecology. Ananda Marga Publications. ISBN 971-8623-12-4.
- Avadhūtika Ānanda Mitra Ācāryā (1986). Neo-humanist Education: Education for a New World. Ananda Marga Publications. ISBN 0-88476-007-3.
- Anandamurti, Shrii Shrii (1995). Ananda Marga Caryacarya, part 1 (6th edición). Ananda Marga Publications. ISBN 81-7252-028-X.
- Anandamurti, Shrii Shrii (1987). Ananda Marga Caryacarya, part 2 (4th edición). Ananda Marga Publications.
- Anandamurti, Shrii Shrii (1992). Ananda Marga Caryacarya, part 3 (4th edición). Ananda Marga Publications. ISBN 81-7252-154-5.
- Anandamurti, Shrii Shrii (1961). Ánanda Sútram. Jamalpur: Ananda Marga Pubs. ISBN 8172520271.
- Nandita, & Devadatta. (1971). Path of bliss: Ananda Marga yoga Archivado el 29 de septiembre de 2007 en Wayback Machine.. Wichita, Kansas: Ananda Marga Publishers.
- Hatley, Shaman and Inayatullah, Sohail. (1999), "Karma Samnyasa: Sarkar’s reconceptualization of Indian ascetism", in K. Ishwaran, ed., Ascetic culture: renunciation and worldly engagement (Leiden, Brill, Vol. 73, International Studies in Sociology and Social Anthropology),139–152
- Inayatullah, Sohail. (2002) Understanding Sarkar: The Indian Episteme, Macrohistory and Transformative Knowledge. Leiden: Brill.
- Tarak. (1990). Ananda Marga, social and spiritual practices Archivado el 29 de septiembre de 2007 en Wayback Machine.. Calcutta: Ananda Marga Publications.
- Anandamurti, Shrii Shrii. (1988). Ananda Marga ideology and way of life in a nutshell Archivado el 29 de septiembre de 2007 en Wayback Machine.. Calcutta: Ānanda Mārga Pracāraka Saṁgha.
- Sarkar, Prabhat Rainjan (1957–1968). Problems of the Day. Jamalpur: Ananda Marga Pubs. ISBN 81-7252-019-0.
- Sarkar, Prabhat Rainjan (Ac. Pranavnanda Avt. Editor) (1961–2001). Idea and Ideology. Kolkata: Ananda Marga Publications. ISBN 81-7252-205-3.
- Sarkar, Prabhat Rainjan (1983). Yogic Treatments and Natural Remedies (first English edición). Jamalpur/Calcutta: Ananda Marga Publications. ISBN 81-7252-178-2.
- Sarkar, Prabhat Rainjan (1982). The Liberation of Intellect: Neohumanism. Kolkata: Ananda Marga Publications. ISBN 81-7252-168-5.
- Sarkar, Prabhat Rainjan (1987). Neohumanism in a Nutshell, vol. 1. Kolkata: Ananda Marga Publications. ISBN 81-7252-184-7.
- Sarkar, Prabhat Rainjan (1987). Neohumanism in a Nutshell, vol. 2. Kolkata: Ananda Marga Publications. ISBN 81-7252-184-7.